# 和闐

和阗在新疆的位置（1820年）

和闐（維吾爾語：خوتەن‎，拉丁维文：Hoten），清代新疆城名，即額里齊（今新疆和田市），由于闐轉音而來。清代中期以後用作地區名，包括新疆哈喇哈什河以西，塔里木河以南，崑崙山至可可西里山以北的廣大地區，由和闐辦事大臣管轄。
清末，以其地置和闐直隸州，隸屬於喀什噶爾道，領兩縣。中華民國初年廢州，以喀什噶尔道领县。1920年析喀什噶爾道置和闐道，後改為和闐行政區。中華人民共和國改和闐為和田，設和田地区及和田市。